# Diego de los Santos
Diego de los Santos López (ur. 20 sierpnia 1936 w El Viso del Alcor, zm. 21 marca 2016) – hiszpański chirurg i polityk, przewodniczący Partii Andaluzyjskiej (1982–1986), w latach 1990–1994 deputowany do Parlamentu Europejskiego III kadencji.

## Historia
Z wykształcenia był lekarzem, specjalizował się w chirurgii. Wykładał jako nauczyciel akademicki na Uniwersytecie w Sewilli. Od 1968 był dyrektorem na oddziale chirurgii szpitala uniwersyteckiego „Virgen del Rocío”. Od lat 80. zaangażowany w politykę regionalną, był współzałożycielem Partii Andaluzyjskiej i od 1982 do 1986 jej przewodniczącym.
Sprawował mandat radnego rodzinnego El Viso del Alcor i Sewilli oraz deputowanego prowincji. Był posłem do Kongresu Deputowanych (1979–1982). W lipcu 1990 zastąpił Pedra Pacheco w roli posła do Parlamentu Europejskiego wybranego z listy Partii Andaluzyjskiej w wyborach z 1989. Zasiadał w prezydium Grupy Tęczowej w Strasburgu, był członkiem Komisji Rolnictwa, Rybołówstwa i Rozwoju Wsi oraz dwóch delegacji.
Po odejściu z aktywnej polityki pełnił obowiązki zastępcy rzecznika praw obywatelskich Andaluzji (adjunto al defensor del pueblo Andaluz, od 1996). W 2006 wydał książkę Carlos Cano a la luz de sus cantares poświęconą Carlosowi Canie, andaluzyjskiemu poecie i bardowi.